# All Saints (албум)
„All Saints“ е дебютният албум на британската поп група Ол Сейнтс издаден на 24 ноември 1997 година. Албумът достига 2-ро място във Великобритания и е с общи продажби от 1 милион 500 хиляди копия.

## Списък с песните

### Оригинално издание
1. „Never Ever“ – 6:25
2. „Bootie Call“ – 3:36
3. „I Know Where It's At“ (оригинален mix) – 5:14
4. „Under the Bridge“ – 4:59
5. „Heaven“ – 4:55
6. „Alone“ – 3:31
7. „If You Wanna Party (I Found Lovin')“ – 4:20
8. „Trapped“ – 4:41
9. „Beg“ – 4:00
10. „Lady Marmalade“ – 4:16
11. „Take the Key“ – 4:14
12. „War of Nerves“ – 5:23
13. „Never Ever“ (Nice Hat Mix) – 5:12

### Японско издание
1. „I Know Where It's At“ – 5:02
2. „Bootie Call“ – 3:59
3. „Never Ever“ (радио редактиран) – 5:13
4. „Beg“ – 4:00
5. „Under the Bridge“ (оригинален mix, различен от британска версия на албума) – 5:34
6. „Gotta Get Busy“ – 3:35
7. „Heaven“ – 4:42
8. „No More Lies“ – 4:14
9. „I Remember“ – 4:06
10. „Let's Get Started“ – 4:22
11. „Trapped“ – 4:30
12. „Take the Key“ – 4:12

## Сертификации
| Държава        | Сертификат  | Продажби  |
| -------------- | ----------- | --------- |
| Австралия      | 2× Платинен | 140 000   |
| Канада         | 3× Платинен | 300 000   |
| Нидерландия    | Златен      | 50 000    |
| Швейцария      | Платинен    | 50 000    |
| Великобритания | 5× Платинен | 1 500 000 |
| САЩ            | Платинен    | 1 200 000 |
| Европа         | 2× Платинен | 2 000 000 |